# مقاطعة مونرو (جورجيا)
مقاطعة مونرو (بالإنجليزية: Monroe County)‏ هي إحدى المقاطعات في ولاية جورجيا في الولايات المتحدة الأمريكية.